# 福王

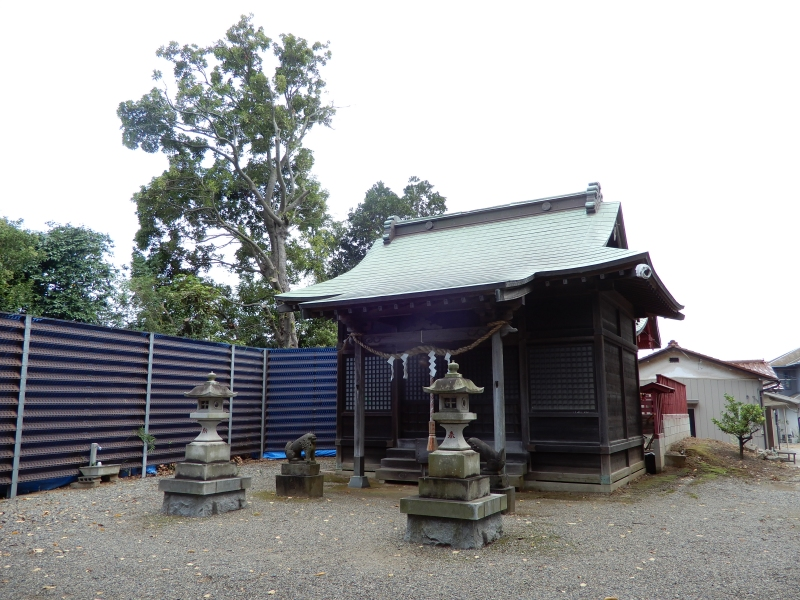
福王神社

福王（ふくおう）は、飛鳥時代の皇族。弘文天皇の皇子。
房総には、壬申の乱に破れた弘文天皇が落ち延びてきたという伝承が多数存在するが、皇子の福王も現在の袖ケ浦市に来住したと伝わる。
福王は、白鳳四年に上奈良輪の地に上陸し、菅原・鈴木・石井・和田の4人の家臣が随従した。菅原は、現在この地の鳥飼氏の祖、鈴木・石井・和田はそれぞれ同棲の各氏の祖であり、子孫は栄えて一集落をなした。奈良輪は、福王の故郷の奈良にちなんで名付けられたという。
福王が車を留めたところを車所といい、福王の墓と伝える円墳もある。福王神社の祭神は福王であり、周辺の住宅地は福王台という名称である。